# Euphyia grumata
Euphyia grumata är en fjärilsart som beskrevs av Felder 1875. Euphyia grumata ingår i släktet Euphyia och familjen mätare. Inga underarter finns listade i Catalogue of Life.